# Фокина, Олеся Юрьевна
Олеся Юрьевна Фокина (род. 9 мая 1954 года, Москва) — российская журналистка, режиссёр и сценарист документального кино.фокина Оксана Юрьевна

## Биография
Олеся Фокина родилась в 1954 году Москве, в семье известного журналиста и телеведущего Юрия Фокина.
Живёт и работает в Москве. Окончила факультет журналистики МГУ в 1976, после чего работала в Молодёжной редакции центрального телевидения.
С 1987 по 1991 году училась на Высших курсах сценаристов и режиссёров в мастерской у Леонида Гуревича и Бориса Галантера, слушала лекции Мераба Мамардашвили и Паолы Волковой.
В 1990 году Олеся Фокина сняла свой первый фильм — «Посвящение», о близких друзьях её семьи, артисте Натане Эфросе.
В 1993 году Олеся Фокина начала работу над документальным циклом «Человек на все времена», ставшим её основным творческим проектом. Широкую известность Фокина получила, благодаря трёхсерийному документальному фильму «Избранник» (1998) об Александре Солженицыне.
В 1998 г. основала студию «КОД-Фильм+», где она является директором и генеральным продюсером.
С 2005 по 2008 гг. руководила творческой мастерской неигрового кино на кафедре телевидения факультета журналистики МГУ им. Ломоносова.
с 2017 г..- руководитель творческой мастерской неигрового кино ВШТ МГУ.
Все фильмы Фокиной неоднократно демонстрировались по главным федеральным каналам.

Лауреат международных и российских кинофестивалей, член Союзов кинематографистов и журналистов РФ.
-Член национальных Академий кинематографических наук и искусств «Золотой Орёл» и «Ника»

## Проект «Человек на все времена»
Проект «Человек на все времена» — это цикл документальных фильмов-портретов о гуманистах современности, посвящённых философу Альберту Швейцеру, лауреату Нобелевской Премии Мира. Девиз проекта, по словам Фокиной: «Человек на все времена рассказывает о лучшем в человеке и обращается к лучшему в человеке». Среди героев фильмов — писатель Александр Солженицын, сценарист Тонино Гуэрра, нейрохирург Александр Коновалов, поэт Борис Пастернак, философ Мераб Мамардашвили, мультипликатор Юрий Норштейн и другие.

## Фильмография
- 1990 — Посвящение (об артисте Натане Эфросе)
- 1991 — Автопортрет в гробу в кандалах и с саксофоном (о скульпторе Вадиме Сидуре)
- 1992 — Душа гуляет (портреты троих друзей — художника, каскадёра и священника)
- 1993 — Время Мераба (о философе Мерабе Мамардашвили)
- 1995 — Дети Архипелага (о детях советских диссидентов)
- 1998 — Избранник (о писателе Александре Исаевиче Солженицыне; фильм первый — «Вложенная цель»; фильм второй — «Математик»; фильм третий — «Осень патриарха»;
 фильм не допущен к демонстрации)
- 1999 — Доктор (о нейрохирурге Александре Коновалове)
- 2001 — Смотрите на закат (о сценаристие Тонино Гуэрра и режиссёре Микеланджело Антониони)
- 2002 — Большая игра (об актёре Олеге Басилашвили)
- 2004 — Чудеса и тайны (о писателе-инвалиде Илье Попенове)
- 2007 — Ангело-почта (об Иосифе Бродском и его дружбе с семьёй Томашевских)
- 2009 — Не говори мне, кто ты (о президенте организации «Врачи без границ», враче Ксавье Эммануэлли)
- 2010 — Lydia D. (о музе Анри Матисса Лидии Делекторской)
- 2011 — Один (о режиссёре Юрии Норштейне)
- 2012 — Я давно иду по прямой (об искусствоведе и директоре ГМИИ им. Пушкина Ирине Антоновой)
- 2012 — В своём фантастическом мире! (о композиторе Эдуарде Артемьеве)
- 2014 — Врачеватель (о нейрохирурге Александре Коновалове — продолжение)
- 2015 — Мальчики и девочки Доктора Живаго (о писателе Борисе Пастернаке)
- 2016 — Жизнь подходит к началу (о взгляде на жизнь различных людей через призму детства, с участием Чулпан Хаматовой и Александра Градского)
- 2017 — Дорога жизни Валерия Панюшкина (о деятельности и жизни журналиста Валерия Панюшкина
- 2017 — Жизнь обаятельного человека (о судьбе советского сценариста и кинорежиссёра Геннадия Шпаликова)
- 2017 — В моей руке лишь горстка пепла (о советской поэтессе Марине Цветаевой)
- 2018 — Век Солженицына (снятый по заказу Первого канала)[5][6]
- 2019- Fermata. Продление звука. (о Владимире Минине, н.а. РФ, художественном руководителе и главном дирижёре Академического камерного Минин-хора)
- 2020- «Обнаженность» (о современной молодых людях России, их настроениях, проблемах и увлечениях)
- 2021- «Kuper. Непойманный». (о художнике Юрии Купере)
- 2022 — «Возмутитель спокойствия» (о мыслителе, писателе Александре Зиновьеве)
- 2024 — Лексо (о пианисте Александре Торадзе)

## Награды и премии
- Первый приз на фестивале неигрового кино «Россия» в Екатеринбурге (1991) — за фильм «Автопортрет в гробу в кандалах и с саксофоном» (1991)
- Почетный Диплом «Панорамы» Международного кинофестиваля в Берлине (1992) за фильм «Автопортрет в гробу в кандалах и с саксофоном» (1991)
- Специальный приз жюри МКФ неигрового кино «Россия» в Екатеринбурге «За высокохудожественное осмысление роли писателя в судьбе России» (1998) — за фильм «Избранник» (1998)
- Диплом «Форума» Международного кинофестиваля в Берлине (1999) — за фильм «Избранник» (1998)
- «Гран-При» на фестивале «Восток-Запад. Писатель XX века» в Бухаресте (1999) — за фильм «Избранник» (1998)
- Приз «Восхождение». (МКФ Веры Холодной, 2004 г.) — за фильм «Доктор» (1999)
- Золотая медаль братьев Люмьер «За создание галереи ярких портретов в документальном кино» (МКФ «Рождественская звезда»,2002) — за фильм «Смотрите на закат» (2001)
- 2004 г. Специальный приз Жюри X Международного кинофестиваля фильмов о правах человека «Сталкер» «За талантливое воплощение высоких нравственных позиций» — за фильм «Чудеса и тайны» (2004)
- 2005 г. Приз «За любовь и милосердие» на Международном кинофестивале в Киеве — за фильм «Чудеса и тайны» (2004)
- Дипломы Международных фестивалей в Санкт-Петербурге, Сочи («Кинотавр»), Екатеринбурге «Россия», Москве («Радонеж»), Рождественского фестиваля «Вифлеемская звезда», «Docpoint», Хельсинки, Стокгольм
- Специальный приз Жюри МКФ «Послание к Человеку», Санкт-Петербург, «За живое и яркое свидетельство жизни выдающихся деятелей культуры» (2007) — за фильм «Ангело-Почта» (2007)
- Специальный приз Жюри МКФ «Литература и кино», Гатчина, 2007
- Участник фестиваля «Окно в Европу», Выборг, 2007
- Специальный приз Жюри МКФ «Новое Европейское кино» Гданьск—Калининград, 2010 — за фильм «Не говори мне, кто ты» (2009)
- «Не говори мне, кто ты» — Фильм-участник фестивалей «Окно в Европу», Выборг, «Радонеж», Специальный приз Жюри МКФ «Невский Благовест», «Сталкер»
- Диплом МКФ «Русское зарубежье» — за фильм «Lydia D» (2010)
- "ГРАН-ПРИ МКФ «Золотая пектораль», Украина (2012) — за фильм «Один» (2012)
- Первый приз на фестивале НАТ «Герой нашего времени» (2014) — за фильм «Врачеватель» (2014)
- Специальный приз Жюри МКФ «Вместе». Ялта, (2014) — за фильм «Врачеватель» (2014)
- Приз зрительских симпатий МКФ «Победили вместе», Севастополь, (2015) — за фильм «Мальчики и девочки Доктора Живаго» (2015)
- Диплом МКФ «Литература и кино», Гатчина, (2015) — за фильм «Мальчики и девочки Доктора Живаго» (2015)
- МКФ «Сталкер», Почетный Диплом жюри « За талантливый рассказ об уникальной жизненной позиции» за фильм «Дорога жизни Валерия Панюшкина» (2017)
- Главный приз МКФ «Профессия -журналист» «За лучший документальный фильм» («Дорога жизни Валерия Панюшкина»), 2017
- Премия «Золотой Орёл» в номинации «Лучший неигровой фильм». «Геннадий Шпаликов. Жизнь обаятельного человека», 2018
- Премия «Ника» в номинации «Лучший неигровой фильм». «Геннадий Шпаликов. Жизнь обаятельного человека», 2018
- Приз «Present» за лучший неигровой фильм фестиваля L’Europe autour de L’Europe, Франция, фильм «Век Солженицына», 2019.
- Приз «Лучший телевизионный документальный фильм» за фильм « Fermata. Продление звука». МКФ «Россия». Екатеринбург, 2019 г.
- Приз "Лучший документальный фильм " за фильм «Обнаженность». МКФ « Русский кинофестиваль», Москва, 2021 г.
- Приз «Сталкер» в номинации «Лучший сценарий» за фильм «Обнаженность». МКФ «Сталкер», Москва, 2021 г.
- Премия «Ника» в номинации «Лучший неигровой фильм». «Лексо», 2025 г.